# Ндима Конгба, Констант
Констант Ндима Конгба (фр. Constant Ndima Kongba; род. 1963 или 1962) — конголезский военный офицер и губернатор провинции Северное Киву с мая 2021 по сентябрь 2023 года. До этого назначения занимал высокие должности в вооружённых силах Демократической Республики Конго. Во время Второй конголезской войны (1998—2003) был командиром «Освободительное движение Конго» и участвовал в операции Effacer le tableau, которая привела к массовому убийству населения.

## Биография
Вступил в ряды вооружённых сил Заира во времена правления Мобуту Сесе Секо, став частью элитной Особой президентской дивизии. Во время Второй конголезской войны присоединился к повстанческой группировке «Освободительное движение Конго». Служил в звании генерала и возглавлял батальон Effacer le tableau, который был печально известным из-за свирепости и жестокости служивших там солдат. К 2001/2002 году служил под командованием генерала Амули Бахигуа, начальника штаба «Освободительного движения Конго».
С 2002 по 2003 год «Освободительное движение Конго» и другие повстанческие группировки провели военную операцию Effacer le tableau против другой повстанческой группировки «Силы обновления». Констант Ндима был одним из главных командиров войск «Освободительного движения Конго», участвовавших в этой кампании. Операция Effacer le tableau привела к многочисленным убийствам мирных жителей, включая геноцид пигмеев мбути. После завершения Второй конголезской войны Констант Ндима и многие другие члены «Освободительного движения Конго» были интегрированы в вооружённые силы ДР Конго. Его роль в военной операции Effacer le tableau никогда не обсуждалась последующими правительствами ДР Конго. «Освободительное движение Конго» официально отрицало, что Констант Ндима присутствовал во время резни.
В 2018 году был назначен командующим третьей военной зоны ДР Конго, которая охватывает всю провинцию Киву, Маниема и Чопо. Позднее был повышен до заместителя начальника Генерального штаба ДР Конго, отвечающего за администрацию и логистику.
В ответ на продолжающуюся нестабильность и насилие в северо-восточных частях страны президент ДР Конго Феликс Чисекеди реорганизовал правительство нескольких провинций в 2021 году: переместил военнослужащих ДР Конго на руководящие должности, а Констант Ндима был назначен военным губернатором Северного Киву, сменив гражданского губернатора Карли Нзанзу Касивиту. В своей первой речи перед жителями Северного Киву он пообещал бороться с коррупцией среди военнослужащих ДР Конго, выслушивать жалобы и улучшать ситуацию с безопасностью. Через несколько дней после его вступления в должность произошло извержение стратовулкана Ньирагонго и он отдал приказ об эвакуации почти трети жителей Гомы.
С марта 2022 года ему пришлось иметь дело с новым наступлением повстанческой группировки «Движения 23 марта». В ходе этого наступления он осудил призывы к насилию и мобилизацию гражданского населения, заявив, что ВС ДР Конго несут ответственность за борьбу с повстанцами. После того, как повстанцы «Движения 23 марта» захватили город Бунагана, который является экономически важным пограничным пунктом, правительство Северного Киву под руководством Константа Ндимы запретило импорт и экспорт товаров через территорию, удерживаемую повстанцами. Он заявил, что любой торговец, сотрудничающий с повстанцами, будет рассматриваться как мошенник и пособник врага. 12 июля 2022 года он передал командование местными силами безопасности генерал-лейтенанту Филемону Яву Ирунгу. 19 сентября 2023 года на должности военного губернатора Северного Киву его сменил генерал-майор Пьер Нкуба, который погиб в январе 2025 года в ходе битвы за Гому.

## Примечание
1. 1 2  https://web.archive.org/web/20210514154400/https://www.election-net.com/ituri-etat-de-siege-le-general-ndima-constant-nomme-gouverneur-de-province/
2. ↑  Ituri: état de siège, le Lieutenant-Général Constant Ndima Kongba nommé gouvernneur de province. Bunia Actualite (фр.). 5 мая 2021. Архивировано 4 декабря 2024. Дата обращения: 13 июня 2022.
3. 1 2  Annan, 2003, p. 28.
4. 1 2 3 4  RDC: des généraux, au passé trouble, prennent leurs fonctions à la tête de deux provinces. La Libre Afrique (фр.). 11 мая 2021. Архивировано 3 сентября 2023. Дата обращения: 13 июня 2022.
5. ↑  Annan, 2003, p. 29.
6. 1 2 3  État de siège en RDC: d'anciens rebelles nommés gouverneurs militaires. rfi (фр.). 5 мая 2021. Дата обращения: 13 июня 2022.
7. ↑  RDC: le pouvoir annonce une réorganisation de l'armée. rfi (фр.). 24 июля 2018. Архивировано 4 декабря 2024. Дата обращения: 13 июня 2022.
8. ↑  Gaël Mpoyo (11 мая 2021). North Kivu new governor to tackle insecurity in eastern DRC. Africa News. Архивировано 4 декабря 2024. Дата обращения: 13 июня 2022.
9. 1 2  Sally Hayden (28 мая 2021). Hundreds of thousands flee eastern DR Congo following volcano eruption. Irish Times. Архивировано 4 декабря 2024. Дата обращения: 13 июня 2022.
10. ↑  DR Congo: Thousands flee Goma after second volcano warning. BBC News (27 мая 2021). Дата обращения: 27 мая 2021.
11. 1 2  Djaffar Sabiti (13 июня 2022). Congo rebels seize eastern border town, local activists say. Reuters. Архивировано 13 июня 2022. Дата обращения: 13 июня 2022.
12. ↑  The military governor receives food from the FEC/North Kivu for the FARDC. APC. 1 июня 2022. Архивировано 9 июня 2022. Дата обращения: 13 июня 2022.
13. ↑  DR Congo: Civilians at Risk Amid Resurgence of M23 Rebels. HRW (1 июня 2022). Дата обращения: 13 июня 2022. Архивировано 12 июня 2022 года.
14. ↑  Josué Musole (28 мая 2022). Nord-Kivu: Le gouverneur militaire appelle la population à ne pas se substituer aux forces de défense. Kivu Times (фр.). Архивировано 4 февраля 2023. Дата обращения: 13 июня 2022.
15. ↑  DR Congo rebels reopen border post with Uganda. Daily Monitor. AFP. 20 июня 2022. Архивировано 21 июня 2022. Дата обращения: 22 июня 2022.
16. ↑  Nord-Kivu : interdiction d’importer et d’exporter les marchandises via Bunagana. RadioOkapi (21 июня 2022). Дата обращения: 22 июня 2022. Архивировано 22 июня 2022 года.
17. ↑  Opérations militaires au Nord-Kivu: remise et reprise entre les généraux Constant Ndima et Philémon Yav. RadioOkapi (13 июля 2022). Дата обращения: 20 июля 2022. Архивировано 20 июля 2022 года.
18. ↑  RDC: un nouveau gouverneur militaire intérimaire au Nord-Kivu. RFI (20 сентября 2023). Дата обращения: 20 сентября 2023. Архивировано 30 января 2025 года.